# Limonium malacitanum
La siempreviva malagueña (Limonium malacitanum) es una planta de la familia Plumbaginaceae endémica de la franja costera de Torremolinos y el Paraje Natural Acantilados Maro-Cerro Gordo, en la provincia de Málaga, sur de España. 

## Hábitat
Se presenta siempre cerca del mar, en los acantilados o sobre roquedos con influencia marina. Actualmente se encuentra en peligro de extinción.
Prospera en suelos muy poco evolucionados y aguanta una aguda sequía durante la época estival, que le hace perder hojas de la roseta.

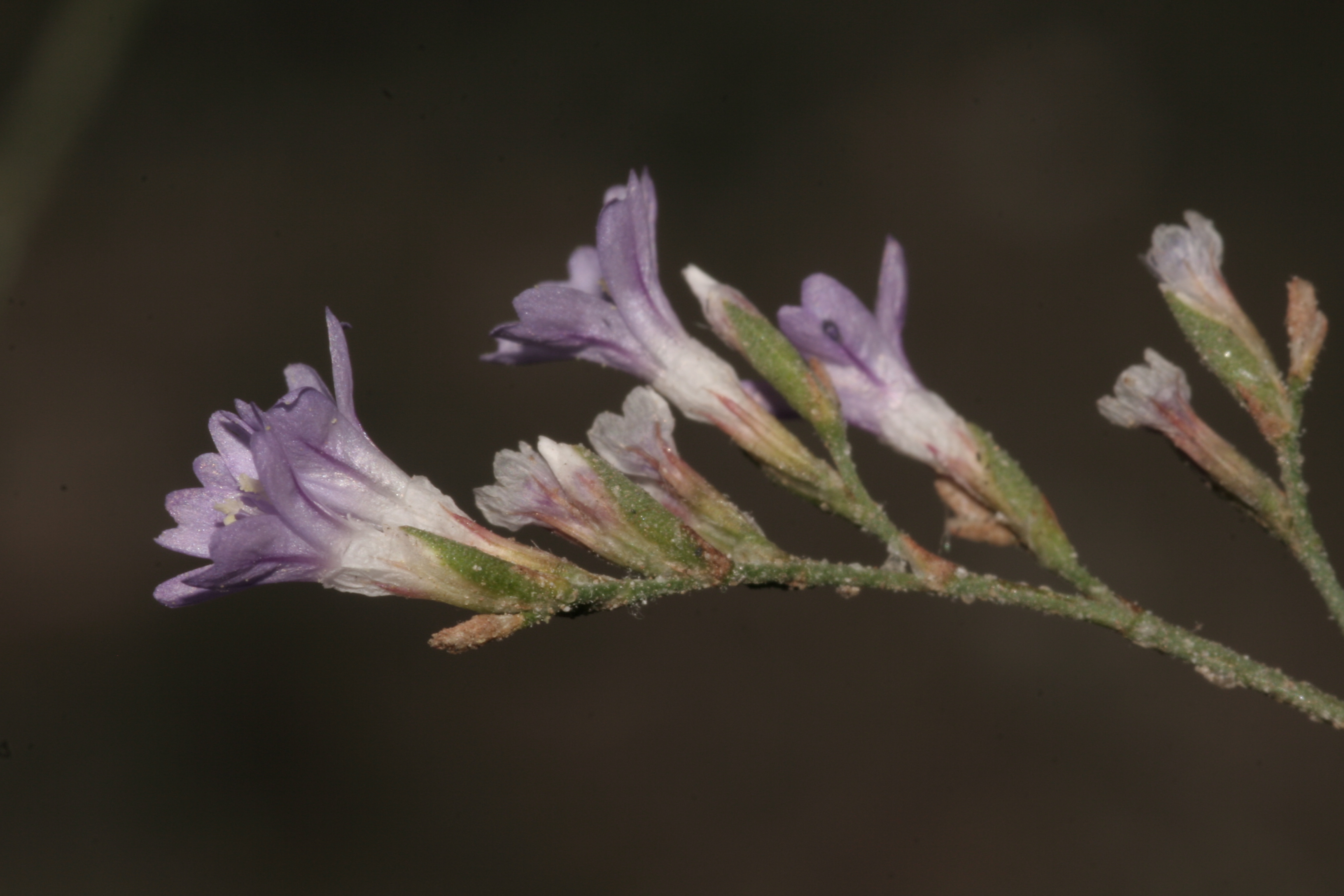
Flores.

## Taxonomía
Limonium malacitanum fue descrita por  Blanca Díez y publicado en Trabajos y Monografías 2: 124. 1981.
Etimología
Limonium: nombre genérico que procede del griego leimon, que significa "pradera húmeda", aludiendo al hábitat de muchas de las especies del género.
malacitanum: epíteto geográfico que alude a su localización en Málaga.